# Coupe de la Ligue française de football 2001-2002
Navigation
Coupe de la Ligue française 2000-2001 Coupe de la Ligue française 2002-2003
La Coupe de la ligue de football 2001 - 2002 est la huitième édition de la Coupe de la Ligue de football en France. La finale a lieu le 20 avril 2002 au Stade de France et voit la victoire des Girondins de Bordeaux face au FC Lorient (3-0).

## Déroulement de la compétition
Le club en premier est le club qui joue à domicile.

### Premier tour
Les matchs du premier tour ont eu lieu le 1er septembre 2001.
- Le Havre AC 2 - 1 ES Wasquehal
- FC Martigues 3 - 0  Toulouse FC
- Le Mans UC 2 - 1 OGC Nice
- Stade lavallois 1 - 0  AS Beauvais
- AS Saint-Étienne 2 - 0  FC Gueugnon
- Amiens SC 2-1 SCO Angers
- AC Ajaccio 0 - 0 Nîmes Olympique (3 - 4 aux tirs au but)
- US Créteil-Lusitanos 4-2 ASOA Valence
- AS Cannes 1 - 0  Grenoble Foot
- CS Louhans-Cuiseaux 2 - 0  FC Istres
- RC Strasbourg 3 - 0  Chamois niortais FC

### Seizièmes de finale
Les seizièmes de finale voient l'entrée dans la compétition des équipes de première division et ont eu lieu les 1er et 2 décembre 2001.
- 1er décembre
  - Olympique lyonnais 1 - 1 FC Sochaux (4 - 3 aux tirs au but)
  - FC Lorient 5 - 4 FC Metz
  - FC Nantes 3 - 2 CS Sedan-Ardennes (après prolongations)
  - Le Mans UC 2 - 3 SC Bastia
  - Stade rennais FC 3 - 1 US Créteil-Lusitanos
  - Lille OSC 0 - 2 AS Nancy-Lorraine
  - EA Guingamp 4 - 0 AS Saint-Étienne
  - Stade lavallois 0 - 3 AJ Auxerre
  - AS Cannes 1 - 2 Girondins de Bordeaux
  - Amiens SC 2 - 0 Nîmes Olympique
  - CS Louhans-Cuiseaux 0 - 1 Le Havre AC
  - RC Strasbourg 2 - 0 SM Caen
  - LB Châteauroux 2- 1 FC Martigues
  - AS Monaco 4 - 1 RC Lens
- 2 décembre
  - ES Troyes AC 0 - 4 Paris SG
  - Olympique de Marseille 0 - 0  Montpellier HSC (4 - 2  aux tirs au but)

### Tableau final
À partir de ce stade de la compétition, il n'y a plus de tirage au sort et les équipes savent déjà contre qui elles vont jouer si elles passent le tour.
|  | Huitièmes de finale                      | Huitièmes de finale                       |                       |      | Quarts de finale                        | Quarts de finale                        |  |  | Demi-finales                  | Demi-finales                  |  |  | Finale                     | Finale                     |
|  | Huitièmes de finale                      | Huitièmes de finale                       |                       |      | Quarts de finale                        | Quarts de finale                        |  |  | Demi-finales                  | Demi-finales                  |  |  | Finale                     | Finale                     |
|  |                                          |                                           |                       |      |                                         |                                         |  |  |                               |                               |  |  |                            |                            |
|  | 9 janvier - Stade Yves Allainmat         | 9 janvier - Stade Yves Allainmat          |                       |      | 27 janvier - Stade Yves Allainmat (tab) | 27 janvier - Stade Yves Allainmat (tab) |  |  | 3 mars - Stade Yves Allainmat | 3 mars - Stade Yves Allainmat |  |  | 20 avril - Stade de France | 20 avril - Stade de France |
|  | 9 janvier - Stade Yves Allainmat         | 9 janvier - Stade Yves Allainmat          |                       |      | 27 janvier - Stade Yves Allainmat (tab) | 27 janvier - Stade Yves Allainmat (tab) |  |  | 3 mars - Stade Yves Allainmat | 3 mars - Stade Yves Allainmat |  |  | 20 avril - Stade de France | 20 avril - Stade de France |
|  | FC Lorient                               | 1                                         |                       |      | 27 janvier - Stade Yves Allainmat (tab) | 27 janvier - Stade Yves Allainmat (tab) |  |  | 3 mars - Stade Yves Allainmat | 3 mars - Stade Yves Allainmat |  |  | 20 avril - Stade de France | 20 avril - Stade de France |
|  | FC Lorient                               | 1                                         |                       |      | 27 janvier - Stade Yves Allainmat (tab) | 27 janvier - Stade Yves Allainmat (tab) |  |  | 3 mars - Stade Yves Allainmat | 3 mars - Stade Yves Allainmat |  |  | 20 avril - Stade de France | 20 avril - Stade de France |
|  | AJ Auxerre                               | 0                                         |                       |      | 27 janvier - Stade Yves Allainmat (tab) | 27 janvier - Stade Yves Allainmat (tab) |  |  | 3 mars - Stade Yves Allainmat | 3 mars - Stade Yves Allainmat |  |  | 20 avril - Stade de France | 20 avril - Stade de France |
|  | AJ Auxerre                               | 0                                         | FC Lorient            | 1    |                                         |                                         |  |  | 3 mars - Stade Yves Allainmat | 3 mars - Stade Yves Allainmat |  |  | 20 avril - Stade de France | 20 avril - Stade de France |
|  | 8 janvier - Stade de la Beaujoire        |                                           | FC Lorient            | 1    |                                         |                                         |  |  | 3 mars - Stade Yves Allainmat | 3 mars - Stade Yves Allainmat |  |  | 20 avril - Stade de France | 20 avril - Stade de France |
|  |                                          | SC Bastia                                 | 0                     |      |                                         |                                         |  |  | 3 mars - Stade Yves Allainmat | 3 mars - Stade Yves Allainmat |  |  | 20 avril - Stade de France | 20 avril - Stade de France |
|  | FC Nantes                                | SC Bastia                                 | 0                     | 1    |                                         |                                         |  |  | 3 mars - Stade Yves Allainmat | 3 mars - Stade Yves Allainmat |  |  | 20 avril - Stade de France | 20 avril - Stade de France |
|  | FC Nantes                                | 27 janvier - Stade de la route de Lorient |                       | 1    |                                         |                                         |  |  | 3 mars - Stade Yves Allainmat | 3 mars - Stade Yves Allainmat |  |  | 20 avril - Stade de France | 20 avril - Stade de France |
|  | SC Bastia                                | 3                                         |                       |      |                                         |                                         |  |  | 3 mars - Stade Yves Allainmat | 3 mars - Stade Yves Allainmat |  |  | 20 avril - Stade de France | 20 avril - Stade de France |
|  | SC Bastia                                | 3                                         | FC Lorient            | 1    |                                         |                                         |  |  |                               |                               |  |  | 20 avril - Stade de France | 20 avril - Stade de France |
|  | 8 janvier - Stade de la route de Lorient |                                           | FC Lorient            | 1    |                                         |                                         |  |  |                               |                               |  |  | 20 avril - Stade de France | 20 avril - Stade de France |
|  |                                          | Stade rennais FC                          | 0                     |      |                                         |                                         |  |  |                               |                               |  |  | 20 avril - Stade de France | 20 avril - Stade de France |
|  | Stade rennais FC                         | Stade rennais FC                          | 0                     | 2    |                                         |                                         |  |  |                               |                               |  |  | 20 avril - Stade de France | 20 avril - Stade de France |
|  | Stade rennais FC                         | 2 mars - Parc des Princes                 |                       | 2    |                                         |                                         |  |  |                               |                               |  |  | 20 avril - Stade de France | 20 avril - Stade de France |
|  | Le Havre AC                              | 0                                         |                       |      |                                         |                                         |  |  |                               |                               |  |  | 20 avril - Stade de France | 20 avril - Stade de France |
|  | Le Havre AC                              | 0                                         | Stade rennais FC      | 3    |                                         |                                         |  |  |                               |                               |  |  | 20 avril - Stade de France | 20 avril - Stade de France |
|  | 8 janvier - Stade de la Licorne          |                                           | Stade rennais FC      | 3    |                                         |                                         |  |  |                               |                               |  |  | 20 avril - Stade de France | 20 avril - Stade de France |
|  |                                          | RC Strasbourg                             | 2                     |      |                                         |                                         |  |  |                               |                               |  |  | 20 avril - Stade de France | 20 avril - Stade de France |
|  | Amiens SC                                | RC Strasbourg                             | 2                     | 0    |                                         |                                         |  |  |                               |                               |  |  | 20 avril - Stade de France | 20 avril - Stade de France |
|  | Amiens SC                                | 27 janvier - Parc des Princes (tab)       |                       | 0    |                                         |                                         |  |  |                               |                               |  |  | 20 avril - Stade de France | 20 avril - Stade de France |
|  | RC Strasbourg                            | 2                                         |                       |      |                                         |                                         |  |  |                               |                               |  |  | 20 avril - Stade de France | 20 avril - Stade de France |
|  | RC Strasbourg                            | 2                                         | FC Lorient            | 0    |                                         |                                         |  |  |                               |                               |  |  |                            |                            |
|  | 8 janvier - Parc des Princes             |                                           | FC Lorient            | 0    |                                         |                                         |  |  |                               |                               |  |  |                            |                            |
|  |                                          | Girondins de Bordeaux                     | 3                     |      |                                         |                                         |  |  |                               |                               |  |  |                            |                            |
|  | Paris SG                                 | Girondins de Bordeaux                     | 3                     | 3    |                                         |                                         |  |  |                               |                               |  |  |                            |                            |
|  | Paris SG                                 |                                           |                       | 3    |                                         |                                         |  |  |                               |                               |  |  |                            |                            |
|  | EA Guingamp                              | 1                                         |                       |      |                                         |                                         |  |  |                               |                               |  |  |                            |                            |
|  | EA Guingamp                              | 1                                         | Paris SG              | 1(4) |                                         |                                         |  |  |                               |                               |  |  |                            |                            |
|  | 16 janvier - Stade Auguste-Bonal         |                                           | Paris SG              | 1(4) |                                         |                                         |  |  |                               |                               |  |  |                            |                            |
|  |                                          | AS Nancy-Lorraine                         | 1(3)                  |      |                                         |                                         |  |  |                               |                               |  |  |                            |                            |
|  | AS Nancy-Lorraine                        | AS Nancy-Lorraine                         | 1(3)                  | 3    |                                         |                                         |  |  |                               |                               |  |  |                            |                            |
|  | AS Nancy-Lorraine                        | 26 janvier - Stade Chaban-Delmas          |                       | 3    |                                         |                                         |  |  |                               |                               |  |  |                            |                            |
|  | LB Châteauroux                           | 2                                         |                       |      |                                         |                                         |  |  |                               |                               |  |  |                            |                            |
|  | LB Châteauroux                           | 2                                         | Paris SG              | 0    |                                         |                                         |  |  |                               |                               |  |  |                            |                            |
|  | 8 janvier - Stade Chaban-Delmas (tab)    |                                           | Paris SG              | 0    |                                         |                                         |  |  |                               |                               |  |  |                            |                            |
|  |                                          | Girondins de Bordeaux                     | 1                     |      |                                         |                                         |  |  |                               |                               |  |  |                            |                            |
|  | Girondins de Bordeaux                    | Girondins de Bordeaux                     | 1                     | 1(4) |                                         |                                         |  |  |                               |                               |  |  |                            |                            |
|  | Girondins de Bordeaux                    |                                           |                       | 1(4) |                                         |                                         |  |  |                               |                               |  |  |                            |                            |
|  | Olympique lyonnais                       | 1(2)                                      |                       |      |                                         |                                         |  |  |                               |                               |  |  |                            |                            |
|  | Olympique lyonnais                       | 1(2)                                      | Girondins de Bordeaux | 2    |                                         |                                         |  |  |                               |                               |  |  |                            |                            |
|  | 9 janvier - Stade Louis-II               |                                           | Girondins de Bordeaux | 2    |                                         |                                         |  |  |                               |                               |  |  |                            |                            |
|  |                                          | AS Monaco                                 | 1                     |      |                                         |                                         |  |  |                               |                               |  |  |                            |                            |
|  | AS Monaco                                | AS Monaco                                 | 1                     | 2    |                                         |                                         |  |  |                               |                               |  |  |                            |                            |
|  | AS Monaco                                |                                           |                       | 2    |                                         |                                         |  |  |                               |                               |  |  |                            |                            |
|  | Olympique de Marseille                   | 1                                         |                       |      |                                         |                                         |  |  |                               |                               |  |  |                            |                            |
|  | Olympique de Marseille                   | 1                                         |                       |      |                                         |                                         |  |  |                               |                               |  |  |                            |                            |

### Finale
La finale entre le FC Lorient et les Girondins de Bordeaux a eu lieu le 20 avril 2002 au Stade de France. Les Girondins l'ont emporté sur le score de 3 buts à 0 dont un but splendide Pauleta en retournée acrobatique sur un centre à l'aveugle de Christophe Dugarry. Pauleta a marqué le premier et le dernier but pour Bordeaux et le second but fut marqué par Camel Meriem.
| Samedi 20 avril 2002 | FC Lorient | 0-3   | FC Girondins de Bordeaux                                              | Stade de France, Saint-Denis                |                                             |
|                      |            | (0-2) | Pedro Miguel Pauleta 5e · Camel Meriem 42e · Pedro Miguel Pauleta 59e | Spectateurs : 75 923 Arbitrage : Alain Sars | Spectateurs : 75 923 Arbitrage : Alain Sars |
|                      | Rapport    |       |                                                                       | Spectateurs : 75 923 Arbitrage : Alain Sars | Spectateurs : 75 923 Arbitrage : Alain Sars |

| FC Lorient     |    |                         |  |     |     |
|                |    |                         |  |     |     |
| Gardien de but | 1  | Stéphane Le Garrec      |  |     |     |
|                | 2  | Loïc Druon              |  |     |     |
|                | 5  | Christophe Ferron       |  |     |     |
|                | 27 | Papa Malick Diop        |  |     |     |
|                | 28 | Yohan Bouzin            |  |     |     |
|                | 29 | Pascal Delhommeau       |  | 63e | 25e |
|                | 19 | Jacques Abardonado      |  |     |     |
|                | 25 | Cédric Chabert          |  | 46e | 12e |
|                | 9  | Jean-Claude Darcheville |  | 74e |     |
|                | 10 | Pascal Bedrossian       |  |     |     |
|                | 14 | Pascal Feindouno        |  |     |     |
| Remplaçants :  |    |                         |  |     |     |
|                | 26 | Richard Martini         |  | 63e |     |
|                | 8  | Seydou Keita            |  | 46e |     |
|                | 15 | Tchiressoua Guel        |  | 74e |     |
|                | 31 | Moussa Saïb             |  |     |     |
| Entraineur :   |    |                         |  |     |     |
| Yvon Pouliquen |    |                         |  |     |     |

| Girondins de Bordeaux |    |                      |        |     |     |
|                       |    |                      |        |     |     |
| Gardien de but        | 1  | Frédéric Roux        |        |     |     |
|                       | 2  | David Jemmali        |        |     |     |
|                       | 4  | Kodjo Afanou         |        |     | 83e |
|                       | 15 | David Sommeil        |        |     |     |
|                       | 19 | Bruno Basto          |        |     |     |
|                       | 7  | Eduardo Costa        |        |     | 13e |
|                       | 8  | Alexei Smertin       |        |     |     |
|                       | 10 | Vikash Dhorasoo      |        |     |     |
|                       | 27 | Camel Meriem         | 42e    | 86e | 27e |
|                       | 21 | Christophe Dugarry   |        |     |     |
|                       | 9  | Pedro Miguel Pauleta | 5e 59e | 87e |     |
| Remplaçants :         |    |                      |        |     |     |
|                       | 23 | Miranda              |        | 86e |     |
|                       | 28 | Christophe Sanchez   |        | 87e |     |
| Entraineur :          |    |                      |        |     |     |
| Élie Baup             |    |                      |        |     |     |